# Bataille de la Morava
 (décembre 2017).
Première Guerre mondiale
L'opération d'offensive, ou la bataille de la de Morava, a été lancée par l'armée bulgare entre le 14 octobre 1915 et le 9 novembre 1915 dans le cadre de l'opération offensive du groupe d'armées germano-bulgare contre la Serbie. En 1915, sous le commandement du lieutenant-général Kliment Boyadjiev, les Bulgares s'emparent des zones fortifiées de Pirot, de Niš et de la vallée de la Morava. En conséquence, les forces serbes ont été obligées de se replier vers le Kosovo et la Metohija.
Au début, en raison du mauvais temps, de la forte résistance des serbes et du terrain difficile, l'avance bulgare était lente, mais les Serbes étant largement dépassés, il y eut une percée bulgare près de Pirot en 10 jours et les Serbes se retirèrent sur Timok.
La bataille s'est poursuivie pendant 27 jours et les Bulgares ont pénétré jusqu'à 90 km dans le territoire de la Serbie. Les Serbes ont perdu 6 000 hommes, 60 canons et une grande quantité de matériel militaire.